# Општина Митоку Драгомирнеј (Сучава)
Митоку Драгомирнеј (рум. Mitocu Dragomirnei) општина је у Румунији у округу Сучава.
Oпштина се налази на надморској висини од 373 m.